# Ivan Vazovo, Plovdiv
Ivan Vazovo (în bulgară Иван Вазово) este un sat în comuna Kaloianovo, regiunea Plovdiv,  Bulgaria. 

## Demografie
Componența etnică a satului Ivan Vazovo
     Bulgari (97,74%)
     Romi (1,29%)
     Nicio identificare (0,96%)
     Altele (0%)
La recensământul din 2011, populația satului Ivan Vazovo era de 310 locuitori. Din punct de vedere etnic, majoritatea locuitorilor (97,74%) erau bulgari, cu o minoritate de romi (1,29%). Pentru 0,96% din locuitori nu este cunoscută apartenența etnică.